# M53渦輪扇發動機

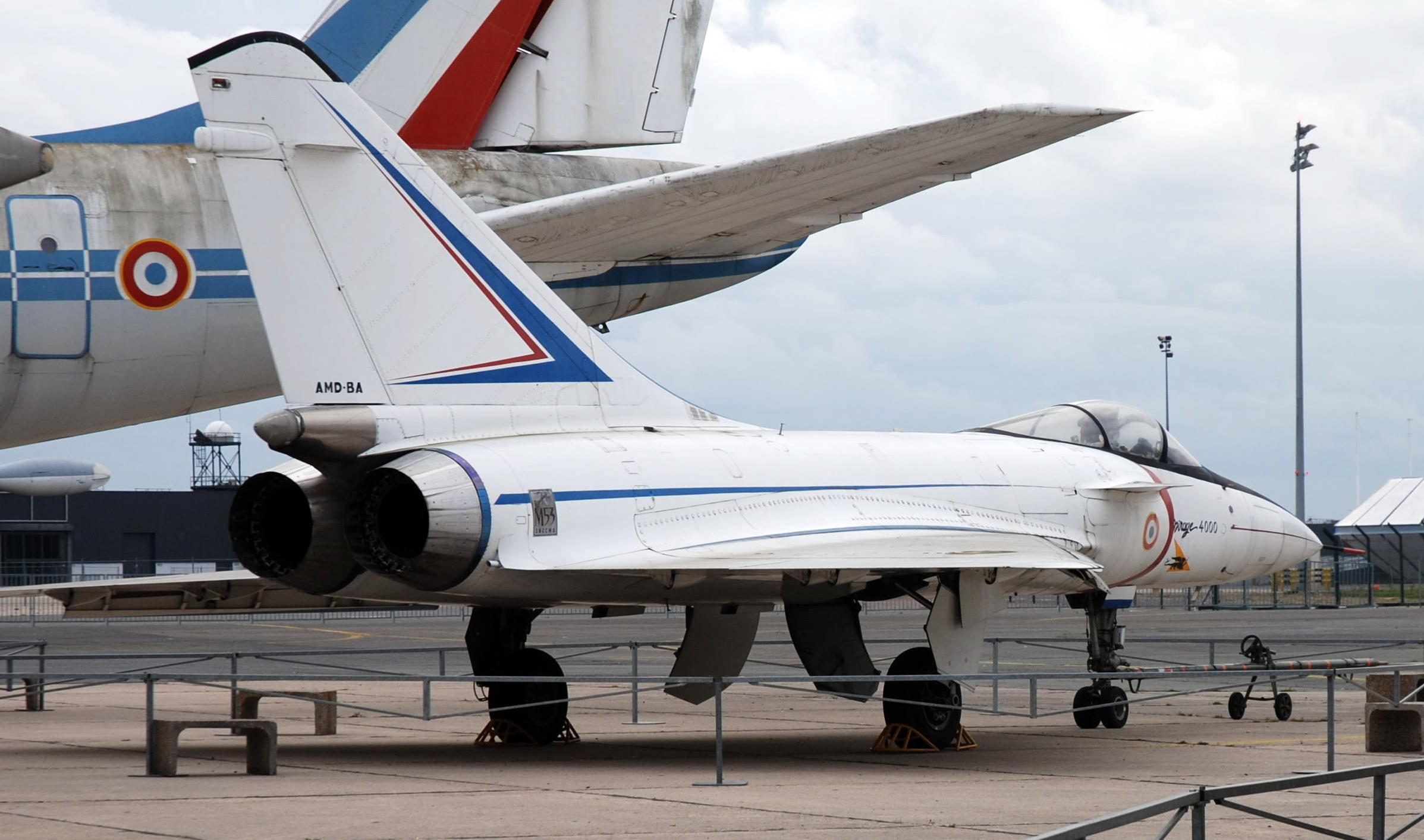
攝於2006年，在法國航空博物館展出的幻影4000原型機，可見其配備的兩台斯奈克瑪M53-P2渦扇引擎。

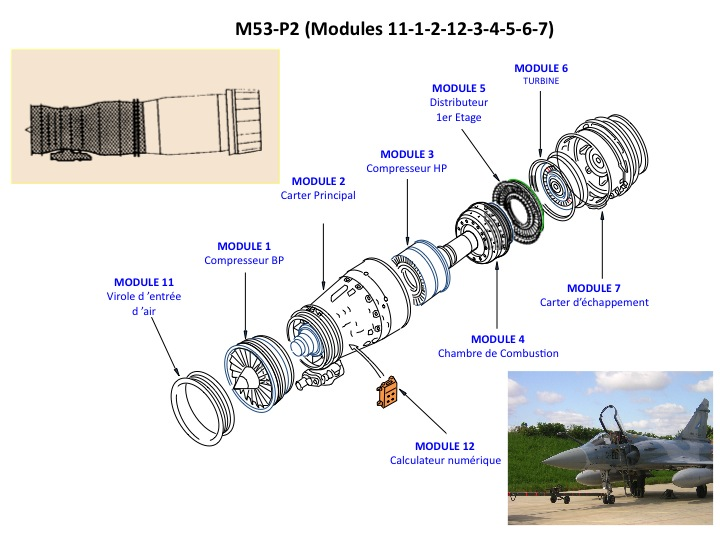
M53-P2引擎部件分拆

M53渦輪扇發動機是法國史奈克馬公司於1967年根據超級阿塔渦輪噴射引擎為基礎設計，目標包括模組化，簡單化以及成本低於TF306發動機。M53作為阿塔（Atar）引擎的主要後繼產品，最初計畫於1975年開始用於可變後掠翼的幻象G4戰鬥機與經改良的幻象F1，以及在1970年代末期試飛的幻影2000戰鬥機和幻影4000戰鬥機，但最後僅有幻象2000進入服役，其餘機型不是停留計劃階段，便是沒有進入量產。
由於只有幻影2000採用作為動力，到1999年1月為止，史奈克馬交付了675具M53系列發動機，加上阿拉伯聯合大公國的幻象2000-9訂單，總計生產數量不超過800具。到2007年4月，服役中的644部發動機總運作時數超過111萬小時

## 設計
超級阿塔設計時間點約在1967年至1969年間，為了不重蹈覆轍轉移TF30渦輪扇發動機時發生的錯誤教訓，後來改稱為M53的超級阿塔，當時採用模組化設計的概念，因此M53引擎可分成12個區塊。1973年M53安裝在卡拉維爾測試機上進行第一次飛行測試，並於1974年底安裝在幻像F1上進行超音速飛行測試。M53採用模組化設計，可單獨更換損壞的次零件模組且維修後不需進行整具引擎的全推力測試，模組化設計的概念也被普惠公司應用在JT9D引擎開發上。

## 生產次型

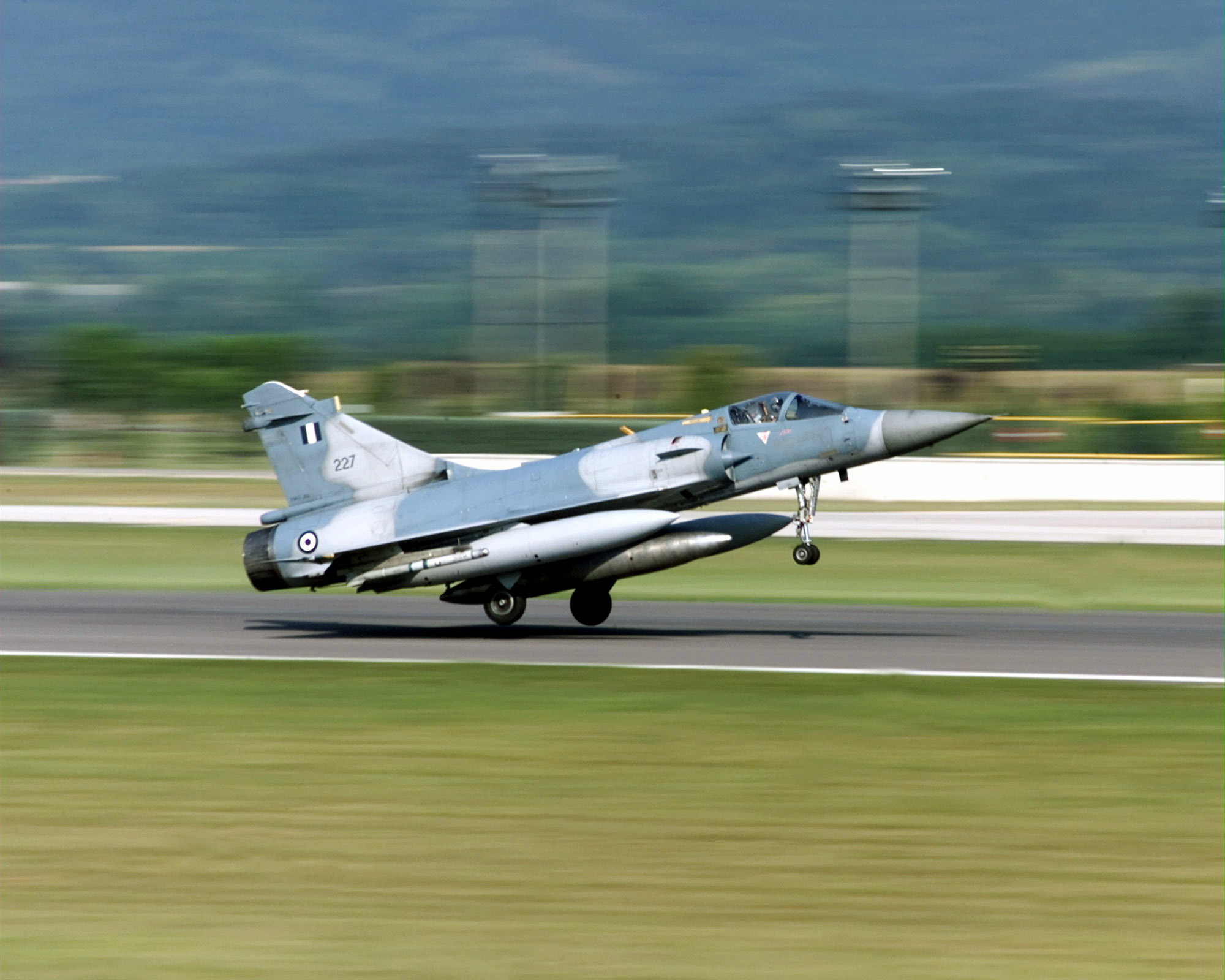
目前唯一使用M53發動機的幻象2000戰鬥機

### M53
第一具M53發動機於1970年2月展開測試，同年10月達到預估最大軍用推力50.96千牛頓，1971年9月最大後燃推力滿足設計要求的83.43千牛頓。第一次飛行測試於1973年7月展開，總共只有20具原型發動機。

### M53-2
第一種量產型，低壓壓縮段的葉片材料改為鈦合金，發動機空氣流量需求為84公斤/秒、發動機最大轉速每分鐘10,200轉、旁通比為0.32、總壓縮比8.5、海平面最大軍用推力54.92仟牛頓，後燃推力83.43千牛頓。
M53-2使用在幻象F1-M53，幻象2000與幻象4000的原型機上。

### M53-5
從1980年-1985年間生產，使用在幻象2000戰鬥機初期型上。利用提高低壓壓縮段的轉速，發動機最大轉速每分鐘10,500轉、總壓縮比提升至9.3，海平面最大後燃推力88.2千牛頓。

### M53-P2
M53-5的改良版，開發代號最初為M53-7，以適應重量增加的幻象2000。原型引擎在1981年6月完成首次試車，1982年6月完成50小時運作測試，1983年7月首度在幻象2000上安裝試飛，1984年4月至1984年8月間完成測評，1985年4月第一台量產型M53-P2交貨。
M53-P2改良的部分包括重新設計低壓壓縮段的轉軸，軸承與葉片外型，並且增加葉片數量。發動機空氣流量需求為90公斤/秒、發動機轉速增加到每分鐘10,600轉、旁通比改為0.4、總壓縮比9.8，海平面最大後燃器推力95千牛頓，最大軍用推力64.3千牛頓。第一具發動機於1984年進入量產，配備於幻象2000-5、幻象2000N上；史奈克瑪有開發同樣引擎架構，但最大後燃推力增加到98.06仟牛頓的M53-P20型發動機，但無任何用戶採購。M53-P2已在2005年停產，史奈克瑪規劃到2030年為止仍提供必要的技術支援，本型引擎也是目前幻象2000家族仍在使用的型號，使用較早期引擎的機種均已退役。

### M53-PX3
雖然M53系列只有一型操作機種量產，但仍獲得8國採用。在M53系列操作快滿20年時，史奈克馬在2002年起開始尋找金主升級M53，改良途徑包括更換新的發動機全權數位控制系統（FADEC）與部分M88渦輪扇發動機零件，並降低渦輪進氣溫度；希望可以在兼顧延長操作壽命的同時，兼顧減重甚至增加8-10%推力的目標。但是到2003年仍未找到支持者，此計畫最後放棄。

## 外部連結
- M53 -P2 （页面存档备份，存于）
- M53-P2 （页面存档备份，存于）